# Goeppert-Mayer (cráter)
Goeppert-Mayer es un cráter de impacto en el planeta Venus de 33,5 km de diámetro y se encuentra sobre una escarpa en el borde de un cinturón de crestas en el sur de Ishtar Terra. Lleva el nombre de Maria Goeppert-Mayer (1907-1972), física estadounidense de origen alemán y Premio Nobel de Física (1963), y su nombre fue aprobado por la Unión Astronómica Internacional en 1991.